# Beal's Green
Beal's Green est un hameau au nord-ouest de Hawkhurst dans le Kent.

## Sport
Le golf du village de Hawkhurst est situé dans le hameau.

## Transports

### Routes
- Route A268

### Trains
Autrefois la gare la plus proche était à Hawkhurst.
Aujourd'hui elle et à Etchingham qui et à 8 km au Sud.